# Топлички партизански одред
Топлички народноослободилачки партизански одред (Топлички НОП одред)  формиран је 3. августа 1941. код манастира Ајдановца  у подножју планине Јастребац на основу одлуке ОК КПЈ за нишки округ. На дан формирања одред је имао око 30 бораца, претежно чланова КПЈ и СКОЈ из Прокупља, топличких села и са Пасјаче. До краја 1941. године број бораца је нарастао на 250, подељених у пет чета. Након добровољне мобилизације неких месних десетина, крајем јануара 1942. Топлички НОП одред је бројао седам чета: Пасјачка, Видојевачка, Косаничка, Блачка, Великојастребачка чета, Малојастребачка чета, Моравска чета. Рејон дејства Топличког округа био је у захвату реке Топлице, омеђен планинама Јастребцем, Копаоником и Соколовицом, Видојевицом и Пасјачом. Топлички одред је 20. фебруара ушао у састав Првог јужноморавског партизанског одреда.

## Деловање
Прву оружану акцију Топлички округ је извео 13. августа када је разоружао жандармеријску станицу у Великој Плани. Убрзо затим, разоружане су жандармеријске станице у Житорађи (22/23. август) и Александрову (9. септембра). Први сукоб са Немцима, одред  је имао код села Булатовца, приликом напада на немачки бомбардер 6/7. септембар, који се био принудно спустио. Средином септембра, приливом нових бораца, одред је бројчано нарастао и подељен је на две чете: Јастребачку и Пасјачку. Тада је одређен и први штаб одреда у саставу: Елисије Поповски Марко, командант, Ратко Павловић Ћићко, заменик команданта, Никодије Стојановић Татко, полиитчки комесар и Конрад Жилник Слободан, заменик политичког комесара. У току септембра, ликвидацијом жандармеријских станица, паљењем општинских архива и уништавањем квислиншких органа власти створена је слободна територија у већем делу Топлице. У садејству са једном четом Кукавичког НОП одреда, Топлички одред је 9. октобра успео да заузме Прокупље, први већи град на југу Србије који су заузеле партизанске снаге. Том приликом је заробљено и разоружано око 100 четника Косте Пећанца и жандарма, заплењена знатна количина ратног материјала и ослобођено из среског затвора 28 политичких затвореника, од којих је већина ступила у одред. У времену од 12. до 15. октобра, близу 3000 четника Косте Пећанца напало је Топлички одред на планини Пасјачи. У жестоким борбама у рејону села Пасјаче, Белог Камена, Јовиних Ливада и Кожинаца, партизанске снаге су потпуно разбиле вишеструко надмоћније четника. Овом победом Топлички одред је и војнички и политички учврстио свој положај у Топлици. На слобоодној територији која се протезала од Јужне Мораве до близу Куршумлије и од Јастрепца до Пасјаче, ликвидирани су остаци четничких јединица, попаљене општинске архиве, разјурени органи квислиншке власти и истовремено формирани су први народноослободилачки одбори, месне десетина по селима и учвршћена слободна територија. После ових успеха, уследио је даљи прилив нових бораца, тако да је почетком новембра формирана и трећа чета: Косаничка. На позив Јабланичког НОП одреда, Топлички одред је у новембру 1941. прешао у Јабланицу, где је садејству са Јабланичким и Кукавичким НОП одредом ослободио Лебане и Леце и водио борбе са немачким јединицима које су из Лесковац кренуле на слободну територију у Јабланици. Заједно са Расинским НОП одредом, 5. децембра је напао четнике Косте Пећанца у Блацу и заузео град. Том приликом је убијено и рањено 60 четника, а 60 је заробљено. До краја 1941. године, одред је бројно нарастао на 250 бораца подељених у пет чета. Истовремено, у саставу месних партизанских десетина које су у борбеним активностима дејстововале у саставу Топличког одреда било је преко 500 бораца. 

После доласка делова Првог бугарског окупационог корпуса у Топлицу, одред дејствује у знатно тежим условима. У Прокупље је 9. јануара 1942. године стигла главнина бугарске 17. пешадијске дивизије, која се касније разместила по целој Топлици. После доласка Бугара у Прокупље, одред у намери да тежиште борбе пренесе према Копаонику, 16. фебруара напада Куршумлију. Његова Косаничка чета заузела је град и држала га до 22. фебруара. У борбама око Куршумлије Косаничка чета је изгубила 30 бораца. У току фебруара је почела велика офанзива бугарских и четничких снага са циљем да се Топлички одред физички ликвидира. У борби код села Сварче 28. фебруара уништена је Косаничка чета, али је у противнападу Топлички одред разбио четничке снаге које су имале око 100 мртвих. Код села Чубуре и Крајковца Јастребачка чета је у борбама 1. и 2. марта разбила четнике Косте Пећанца потпомогнуте једном четом СДС и нанела им тешке губитке од 50 мртвих и 30 заробљених. Највећи успех је забележила Пасјачка чета, која је 12. фебруара успела да одбије напад делова бугарског 14. пешадијског пука и нанесе им губитке од 36 убијених и рањених војника. Постојање јаког партизанског одреда у непосредној близини Ниша и његова борбена дејства која су угрожавала највиталније комуникације на Балкану, допринело је да се у току марта и почетком априла у Топлици концентришу велике Бугара, четника и припадника СДС са циљем да се уништи Топлички одред. 

У тешким борбама са надмоћнијим непријатељским снагам почетком 1942. године Топлички одред је претрпео тешке губитке. У току априла, Пасјачка чета је десeткована у борбама са Бугарима и четницима. Да би се сачувало преостало људство, чета је подељена на мaње групе и привремно престала да постоји као оружана формација. На Ргајском вису, 12. априла 1942. године, опкољена је Видојевичка чета од стране вишеструко надмоћнијих бугарских и четничких снага. Пружајући херојски отпор, чета је у неравноправној борби уништена. Са Видојевичком четом погинули су и секретар ОК КПЈ Ниш, Сретен Младеновић Мика и политички комесар Топличког одреда, Иван Фабчић Ђура. И поред тога што је изгубио три чете и драгоцене кадрове, Топлички одред у току марта успешно дејствује са преосталим четама на левој обали Топлице. Нападају се железничке пруге Београд−Ниш и Дољевац-Куршумлија, желеничке станице Љуптен, Тешица, Грејач и Барлово. Спаљене су општинске архиве у Врћеновици, Драгуши, Претрешњи, држане политчке конференције у селима. 

У фебруару 1942. одред је добио нови штаб  у  саставу: Димитрије Писковић Трнавац командант, Милић Ракић (Мирко) политички комесар, и Драги Стаменковић помоћник политчког комесара. На пролеће у саставу одреда остале су само Великојастребачка и Малојастребачка чета, са по 100 боравца, а терен дејства није прелазио Топлицу. Тада је, без икакве одлуке органа КПЈ, члан Покрајинског комитета Василије Буха Јова, у свом допису Покрајинском комитету, Топлички одред преименовао  у Јастребачки. Главни штаб Србије и Покрајински комитет КПЈ за Србију почели су га ословљавати  као Јастребачки НОП одред. Таква промена имена је са историјског и научног аспекта неприхватљива. 
 Са Топличким одредом се од новембра 1941. године, са мањим прекидима, налази и Расински НОП одред, који је под притиском надмоћнијих четничких снага, морао да напусти терен. Оба одреда у току априла 1942. године у Топлици воде успешне борбе. Крајем априла Бугари и четници предузимају велику офанзиву на Јастребац, Топлички и Расински одред, напуштају Јастребац и под борбом се пребацују на Копаоник и на тај начин вештим маневром избегавају уништење бугарско-четничком обручу на Јастрепцу. 

У току маја привремено је у саставу Топличког одреда и трећа чета – Рударска, формирана од некадашњих бораца Копаоничког НОП одреда, који су успели да побегну из логора на Црвеном крсту. Крајем јуна је обновљена и Пасјачка чета и упућена на Пасјачу са задатком да на Пасјачи и Видојевици окупи преживеле борце и сузбије четнике. У јунској офанзиви Бугара на Јастребац, Топлички одред је остао на Јастрепцу и вештим маневрисањем успео да избегне фронталну борбу са надмоћнијим снагама бугарске 17 дивизије. Озлојеђени још једним неуспехом у покушају да ликвидирају Топлички одред бугарски окупатори су у Топлици на крају јунске офанзиве стрељали 267 сељака, а око 200 је интернирано у логоре. Јунска офанзива је била уједно последњи покушај Бугара да у једној краткотрајној офанзиви надмоћнијим снагама уништи Топлички одред. Уместо тога оријентишу се на дуготрајну блокаду Јастрепца. 
По наређењу Главног штаба НОП одреда Србије штаб је 6. јула од бораца Рударске чете, дела Расинског одреда и Блачког вода Топличког одреда, формирао Копаонички НОП одред, који је одмах упућен на терен Копаоника и Голије. Пошто није успео да се одржи на свом терену, враћен је на Јастребац и расформиран, крајем јула 1942. године.
У току Аћимове офанзиве на партизанске одреде на терену ОК КПЈ Ниш, августа 1942. године Топлички одред је био једини одред који је остао сачуван. Подељен у неколико група одред је крстарио Јастрепцем а једна група је успела да се пребаци преко Јужне Мораве и продре до близу Параћина, уништавајући општинске архиве и нападајући железничку пругу. Једини губитак у овој офанзиви одред је претрпео са откривањем земунице на Малом Јастрепцу, у којој је погинуо народни херој Никодије Стојановић Татко и још седам бораца, док су три заробљена. Укупни губици Топличког одреда у току целе ове офанзиве износили су 13 бораца. 

У току новембра 1942. године, Топлички одред је претежно дејствовао на десној обали Топлице на Видојевици и Соколовици. Тамо је десјствовао заједно са Јабланичко-пасјачким НОП одредом, где су у неколико наврата потукли четничке одреде. Успешне акције ова два одреда су изазвале нову бугарско-четничку офанзиву на десној обали реке Топлице. Вештим маневром, оба одреда су под тешким временским условима узбегла опкољавање и напорним маршем успели да се пробију на Јастребац, где су изманеврисали бугарске снаге које су удариле у празно. 

Почетком 1943. године, делови Топличког одреда су продрли у Расински крај и код села Разбојне разбили бригаду четника Драже Михајловића. У жестокој ноћној борби убијено је око двадесет четника. На дан 19. фебруара 1943. године, Топлички одред је на Јастрепцу потукао немачки СС полицијски батаљон „Биндер“, убивши при том 20 немачких војника. У овој борби погинуо је политички комесар Топличког одреда народни херој Милић Ракић Мирко. Борба са Немцима 19. фебруара је последња борба коју је одред водио као самостална борбена јединица. После те борбе он је у саставу Првог јужноморавског НОП одреда, као његов трећи, Јастребачки батаљон. 

Топлички одред је као самостална борбена јединица дејствовао непрекидно 19 месеци. За то време у његовим редовима се борило преко 300 бораца, док је у месним десетинама на подручју које је контролисао овај одред било око 500 припадника са оружјем. Од 300 активних бораца из 1941/2, погинуло је 200 бораца. У његовим редовима борило се 24 народних хероја Југославије. Одред је дао велики допринос очувању Расинског НОП одреда, обнављању Копаоничког и формирању Јабланичко-пасјачког НОП одреда. Топлички одред је у најтежим тренуцима за НОБ на територији Србије, током 1942. године, заједно са другим одредима Југоисточне Србије, одиграо пресудну улогу у очувању континуитета НОБ на овом подручју.

## Народни хероји Топличког НОП одреда
Орденом Народног хероја одликовани су следећи борци Топличког НОП одреда:
1. Александар Војиновић
2. Василије Ђуровић Жарки
3. Десимир Јововић Чича
4. Димитрије Писковић Трнавац
5. Драгољуб Радосављевић Топлица
6. Драгослав Петровић Горски
7. Дринка Павловић
8. Јелисавета Андрејевић Анета
9. Кирил Михајловски Грујица
10. Слободан Жилник
11. Милић Ракић Мирко
12. Милоје Закић Блихер
13. Милош Мамић
14. Миодраг Новаковић Џуџа
15. Миодраг Драги Стаменковић
16. Никодије Стојановић Татко
17. Обрад Лазовић
18. Ратко Павловић Ћићко
19. Ратомир Јовић
20. Сава Ераковић Страхиња
21. Савка Јаворина
22. Славољуб Вуксановић
23. Сретен Младеновић Мика
24. Станимир Вељковић Зеле